# Icebreaker (jeu vidéo)
Pour les articles homonymes, voir Icebreaker.
Icebreaker est un jeu vidéo d'action et de stratégie en temps réel développé par Magnet Interactive Studios et édité par Panasonic, sorti en 1995 sur Windows, Mac et 3DO.

## Accueil
- Electronic Gaming Monthly : 4,125/10 (3DO)[1]
- Next Generation : 3/5 (3DO, PC)[2],[3]